# JasperReports
JasperReports è un software libero multipiattaforma scritto in Java di Reportistica. Permette la visualizzazione di report, la loro stampa e il salvataggio nei formati più comuni come HTML, PDF, Excel, OpenOffice, Word, XML.
Può essere integrato in applicazioni Java, incluso Java EE o nelle più generiche web application per generare contenuto dinamico.
JasperReports fa parte dell'iniziativa Lisog.

## Feature
JasperReports è una libreria di reportistica open source che può essere integrata in qualsiasi Java application:
- Le scriptlets accompagnano la definizione dei report. La definizione può essere invocata in qualsiasi punto per aggiungere una gestione addizionale. Gli scriptlets sono costruiti usando Java e ci sono molte gestioni di eventi che possono essere invocati prima o dopo la generazione di report
- Sub-Reports

Report progettati per JasperReports possono essere facilmente importati in JasperServer – il server interattivo di report.

## Jaspersoft
Todor Danciu iniziò il lavoro su JasperReports nel Giugno del 2001.
Il progetto su SourceForge fu registrato nel Settembre del 2001 e la versione JasperReports 0.1.5 fu rilasciata il 3 Novembre del 2001.
La versione 1.0 venne pubblicata il 21 Giugno 2005.
Il codice originariamente era sotto licenza copyleft JasperReports License per poi passare sotto licenza LGPL.
Era chiamato all'inizio Panscopic. Fondato da Al Campa, CEO, e Raj Bhargava, VP dei prodotti nel 2001. Panscopic raggiunse un capitale di $23M grazie
a Doll Capital, Discovery Ventures, Morgenthaler Ventures e Partech. Nel 2004 Panscopic si unì con Teodor Danciu che acquisì JasperReports e cambiò il
nome dell'azienda in Jaspersoft. Brian Gentile divenne il nuovo CEO nel 2007.
Jaspersoft fornisce software commerciale del prodotto JasperReports e collabora con sviluppatori che vogliono integrare il motore JasperReports nei
loro prodotti privati.
Il principale e primario prodotto è JasperReports Server, una Java EE web application che fornisce un server di report avanzato. Disponibile sotto
licenza open source se usato in combinazione con un'infrastruttura open source come MySQL e JBoss, o con licenza commerciale per un uso enterprise che usano un database e un application server commerciali.
Jaspersoft è un gold partner con MySQL e JasperReports era incluso in PostgreSQL distribuzione Bizres versione 0.7.
Il 28 aprile 2014, TIBCO annuncia di aver acquisito Jaspersoft per circa $185 milioni

## JRXML
I report JasperReports sono definiti nel formato XML chiamato JRXML, i quali possono essere modificati a mano, generati oppure progettati usando dei tool appositi. Il formato dei file è definito da un Document Type Definition (DTD) o XML schema per le nuove versioni, fornendo una interoperabilità limitata.
Software di terze parti
Ci sono molti strumenti che estendono le funzionalità di JasperReport:
- iReport, un'interfaccia grafica open source standalone che fornisce estensioni sulla costruzione del design dei report, e esegue i report usando tutti i dati forniti al motore JasperReports
- DynamicReports, libreria Java open source basata su JasperReports. Permette di creare report dinamici e non necessita di un visual report designer
- ReportServer, piattaforma di business intelligence open source che integra vari motori di reportistica incluso JasperReports e Eclipse BIRT
- SWT JasperViewer, un componente opensource che può essere aggiunto in qualsiasi applicazione SWT/JFace come Eclipse
- Report Integration Framework, un report open source per abstraction layer
- Cinque plug-in di Eclipse permettono di gestire il design dei report e il debugging:
  - JasperSoft Studio, sarebbe iReports per Eclipse
  - JasperAssistance, un plug-in commerciale per Eclipse
  - JasperWave Report Designer, un report designer commerciale Eclipse-based per il motore JasperReports
  - Plazma Report Designer, un plug-in open source report designer per Eclipse
  - WebReportBuilder, una Java EE web application open source che permette a sviluppatori e a non sviluppatori di creare basici o avanzati report basati su JasperReports utilizzabili sul Web Report Server
- OpenReports, una Java EE web application che fornisce report avanzati con supporto a quattro open source motori di reportistica: JasperReports, JFreeReport, JXLS e Eclipse BIRT
- JasperTags, una libreria JSP per una facile inclusione di report nella web application
- Aspose.Word, applicativo per JasperReports, converte report da JasperReports e JasperServer in formato Word
- Aspose.Slides, applicativo per JasperReports, converte in Powerpoint PPT e PPS
- PDFReporter, una libreria che usa l'architettura di JasperReport per reportistica su dispositivi mobili. Con la libreria è possibile generare report per dispositivi mobili come Android e iOS

## Integrazione con gli IDE
Molti Java IDE forniscono istruzioni per gli utenti che vogliono integrare JasperReports nei loro progetti.
- NetBeans
  - iReport, un visual designer per JasperReports
- Eclipse
  - Jaspersoft Studio, iReport per Eclipse
  - JasperWave Report Designer, editor visuale commerciale per JasperReports
- IBM Websphere Studio Application Developer